# Ceaulmont
 Ceaulmont  es una población y comuna francesa, en la región de  Centro, departamento de Indre, en el distrito de La Châtre y cantón de Éguzon-Chantôme.

## Demografía
| 634 | 603 | 579 | 628 | 621 | 651 |
| Para los censos de 1962 a 1999 la población legal corresponde a la población sin duplicidades (Fuente: INSEE [Consultar]) |     |     |     |     |     |